# 龟岗大马路

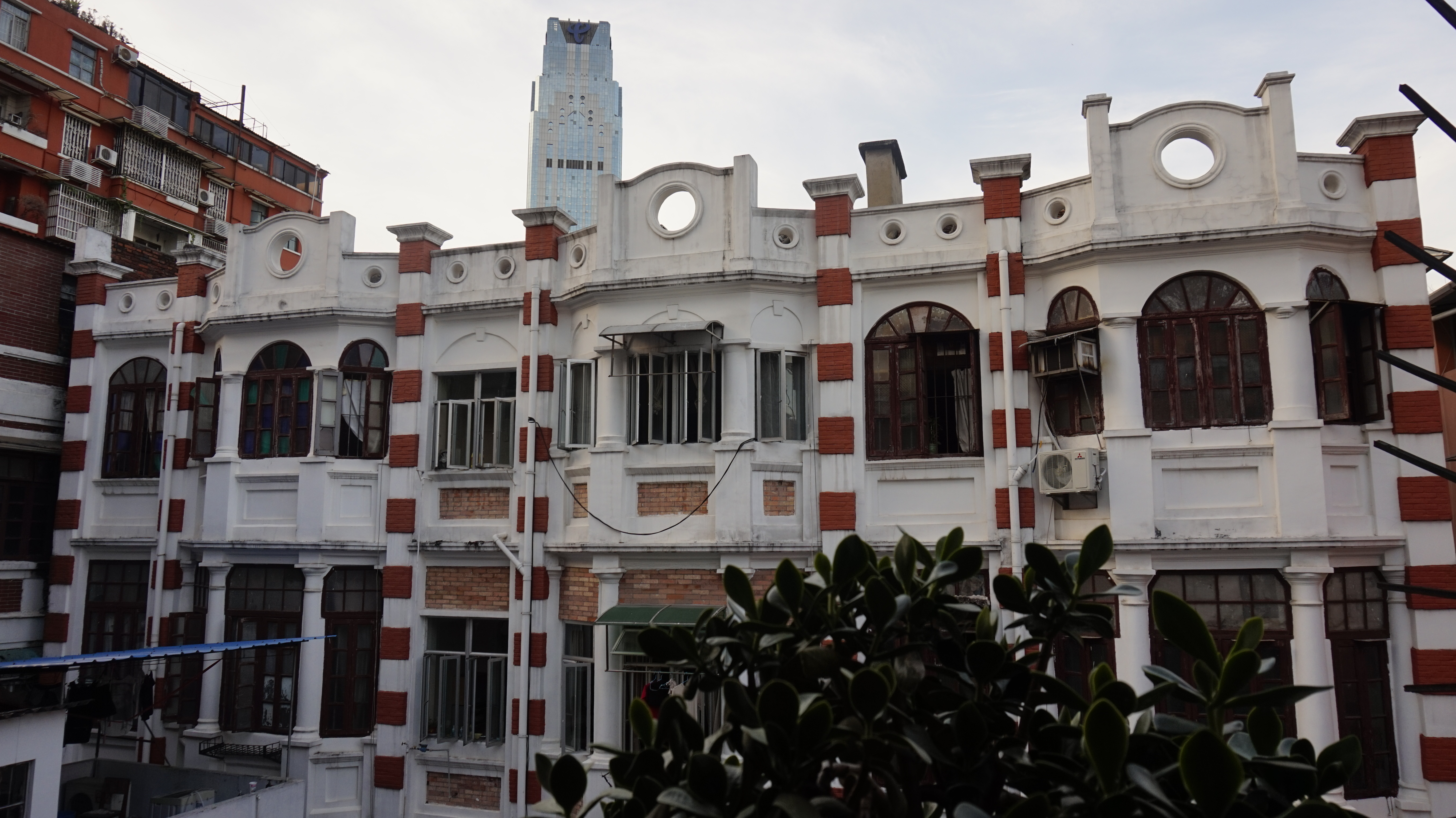
龜崗三馬路內富有特色的一排民居，被列為廣州市歷史建築之一

龟岗大马路是廣東省广州市原東山區的一条道路。位于原區政府东南，署前路南端。南起东华东路，北至庙前直街。长185米，宽9米，沥青路面。是广州二级零售商业中心东湖街区的一部分。區建制未消失前，此地區內有最大的酒樓、街市、中西藥房、生果鋪、燒臘鋪和理髮店。
1915年，美洲归侨大业堂在东山开辟新住宅区，因山岗如龟背故名。并兴建龟岗小区马路五条，即一马路（长110米，宽3.1 米）、二马路（长100米，宽4.5米）、三马路（长95米，宽4.9米）、四马路（长80米，宽4.9米）、五马路（长103米，宽约4米），并通龟岗大马路（长185米，宽9米）。
沿路多为低层框架结构住宅楼，饮食店铺多供奉关公像。